# Чечерский историко-этнографический музей
Чечерский историко-этнографический музей (бел. Чачэрскі гісторыка-этнаграфічны музей) — музей, основанный в Чечерске 1 июля 1990 года.

## История
Музей начал свою работу с июля 1990 г. в небольшом помещении при районном исполнительном комитете. Решением отдела культуры от 25 марта 2005 года переместился в здание отреставрированной Ратуши, которое является историко-культурной ценностью второй половины XVIII в.
Сегодня в музее действуют экспозиционные залы: «Археология», «Иконопись», «Этнография», «Чечерский край в составе Российской империи», «Экономическое развитие края (вторая половина XVIII — начало XX в.)», «Мемориальный зал графов Чернышевых», «Современная история Чечерского района (1917—1991 гг.)», «Эхо Чернобыля». Основной фонд составляют 20 394 единицы хранения. Наиболее значительные коллекции: «Нумизматика», «Этнография», «Живопись», «Старопечатные книги». Редкие предметы: змеевик (XIII в.), старопечатные издания (XVIII в.), антиквариат (XIX в.), серебряная ложка (2 пол. XVIII в.) и др.

## Коллекция

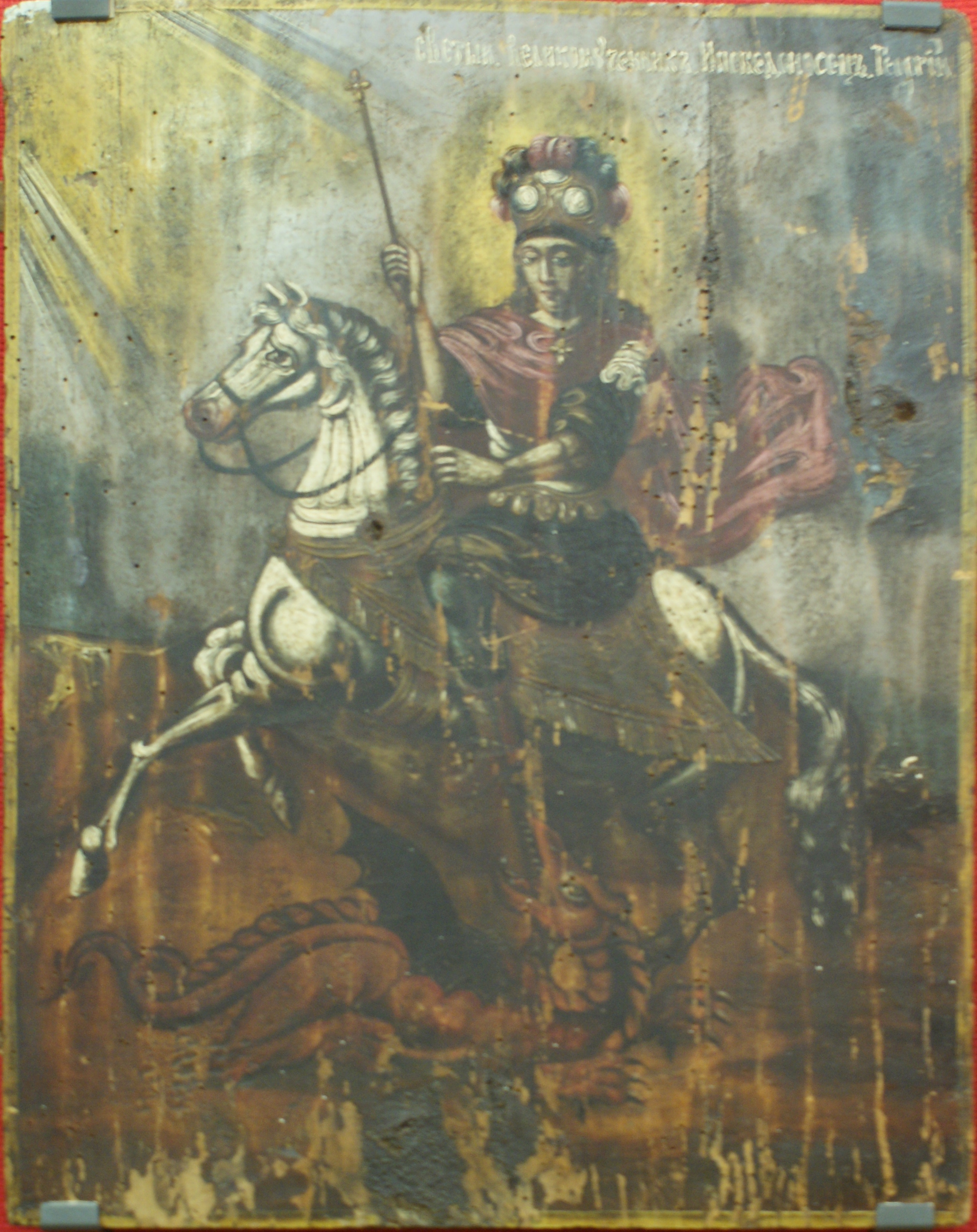
Икона «Чудо Георгия о змие». Бабичская иконописная школа. Конец XVIII — начало XIX веков

Более 16,5 тыс. экспонатов основного фонда (2002). Среди экспонатов — фрагменты костей мамонта, лепные горшки времен неолита, кремниевые орудия труда, женские украшения, нательная иконка XII века из археологических памятников Бердыж, Нисимковичи и Чечерского городища, материалы про Чечерский замок, революционные события 1905-07 гг., деятельность подполья и партизанское движение на территории района в Великую Отечественную войну, земляков Героев Советского Союза Н. С. Бойкова, Н. К. Кругликова, А. И. и П. И. Лизюковых, Т. П. Новикова, участников войны в Афганистане 1979-89 гг. Экспонируются орудия труда и предметы быта крестьян XIX — начала XX века, коллекции народных костюмов, рушников, древних икон местных мастеров и иконописцев бабичской иконописной школы Гаврилы и Владимира Гераковых.